# Toison (rivière)
Voir également l'article sur la toison, synonyme de laine.
La (ou le) Toison est une rivière du département de l'Ain dans la région Auvergne-Rhône-Alpes. Elle est le dernier affluent droit de l'Ain avant sa confluence dans le Rhône. 

## Géographie
Elle prend sa source à Chalamont et se jette dans l'Ain à Villieu (commune de Villieu-Loyes-Mollon). Sa longueur est de 14,8 kilomètres. 

### Communes et cantons traversés
Elle coule sur le territoire de quatre communes : Chalamont, Crans, Rignieux-le-Franc et Villieu-Loyes-Mollon.

## Affluent
La Toison ne compte qu'un seul affluent : le Bief Bagos long de 2,7 kilomètres qui coule intégralement à Crans.

### Rang de Strahler
Donc son rang de Strahler est de deux.